# Vilhjálmsdóttir
Vilhjálmsdóttir ist ein weiblicher isländischer Name.

## Herkunft und Bedeutung
Der Name ist ein Patronym und bedeutet Tochter des Vilhjálmur. Die männliche Entsprechung ist Vilhjálmsson (Sohn des Vilhjálmur).

## Namensträgerinnen
- Halla Vilhjálmsdóttir (* 1982), isländische Schauspielerin und Moderatorin
- Helga María Vilhjálmsdóttir (* 1995), isländische Skirennläuferin
- Karólína Lea Vilhjálmsdóttir (* 2001), isländische Fußballspielerin
- Linda Vilhjálmsdóttir (* 1958), isländische Schriftstellerin
- Unnur Birna Vilhjálmsdóttir (* 1984), im Jahr 2005 Miss Iceland und Miss World